# Bielska Wola (gmina)
Bielska Wola (lub Bielska-Wola) – dawna gmina wiejska istniejąca do 1939 roku w woj. poleskim/wołyńskim (obecnie na Ukrainie). Siedzibą gminy była Bielska Wola.
Początkowo gmina należała do powiatu łuckiego. 12 grudnia 1920 r. została przyłączona do powiatu sarneńskiego pod Zarządem Terenów Przyfrontowych i Etapowych. 19 lutego 1921 r. wraz z całym powiatem weszła w skład nowo utworzonego województwa poleskiego. 16 grudnia 1930 roku gmina wraz z całym powiatem sarneńskim została przyłączona do woj. wołyńskiego.
Według stanu z dnia 4 stycznia 1936 roku gmina składała się z 11 gromad.
Po wojnie obszar gminy Bielska Wola wszedł w struktury administracyjne Związku Radzieckiego.